# Chesterville (Maine)
Chesterville ist eine Town im Franklin County des Bundesstaates Maine in den Vereinigten Staaten. Im Jahr 2020 lebten dort 1328 Einwohner in 722 Haushalten auf einer Fläche von 97,25 km².

## Geografie
Nach dem United States Census Bureau hat Chesterville eine Gesamtfläche von 97,25 km², von denen 93,68 km² Land sind und 3,57 km² aus Gewässern bestehen.

### Geografische Lage
Chesterville liegt im Süden des Franklin Countys, an der Grenze zum Kennebec County. Der Little Norridgewock Stream fließt in nördlicher Richtung durch die Town, er mündet bei Farmington Falls in den Sandy River. Im Osten bildet der McGurdy's River die Grenze zur benachbarten Town Vienna. Mehrere Seen liegen im Gebiet der Town. Im Norden der Locko Pond, südlich von ihm der Sand Pond, zentral der North Pond, westlich der zentral gelegenen Chesterville Wildlife Management Area der Horseshoe Pond, südlich der Norcross Pond. Im Norden grenzt der Crowell Pond an das Gebiet der Town, im Süden der größte See, der Parker Pond. Die Oberfläche der Town ist hügelig, die höchste Erhebung ist der 276 m hohe Blabon Hill.

### Nachbargemeinden
Alle Entfernungen sind als Luftlinien zwischen den offiziellen Koordinaten der Orte aus der Volkszählung 2010 angegeben.
- Norden: Farmington, 6,7 km
- Nordosten: New Sharon, 12,7 km
- Osten: Vienna, Kennebec County, 12,0 km
- Südosten Mount Vernon, Kennebec County, 16,5 km
- Süden: Fayette, Kennebec County, 5,8 km
- Westen: Jay, 10,6 km
- Nordwesten: Wilton, 16,2 km

### Stadtgliederung
In Chesterville gibt es mehrere Siedlungsgebiete: Chester (ehemals Standort eines Postamtes), Chesterville, Chesterville Hill, Farmington Falls (ehemals Messee Contee, oder Messucontu), North Chesterville (ehemals Keith’s Mills) und South Chesterville (ehemals Standort eines Postamtes).

### Klima
Die mittlere Durchschnittstemperatur in Chesterville liegt zwischen −7,8 °C (18 °Fahrenheit) im Januar und 20,0 °C (68 °Fahrenheit) im Juli. Damit ist der Ort gegenüber dem langjährigen Mittel der USA um etwa 9 Grad kühler. Die Schneefälle zwischen Oktober und Mai liegen mit bis zu zweieinhalb Metern mehr als doppelt so hoch wie die mittlere Schneehöhe in den USA; die tägliche Sonnenscheindauer liegt am unteren Rand des Wertespektrums der USA.

## Geschichte
Erste Siedler, die sich an den Stromschnellen des Little Norridgwock Rivers niederließen, entdeckten Reste von Palisaden und eine indianische Begräbnisstätte. Dort fanden sie menschliche Knochen und Wampumpeag sowie weitere Relikte.
Abraham Wyman, der sich als erster Siedler im Jahr 1782 im südlichen Teil des Gebiets niederließ, nannte es zunächst Wyman`s Plantation. Schon im nächsten Jahr folgten weitere Siedler, die in der Nähe des Zentrums der Siedlung Mühlen errichteten. Der Name änderte sich zu Chester Plantation. Als Town wurde das Gebiet im Jahr 1802 organisiert.
Im Jahr 1811 erhielt Chesterville Land von der benachbarten Town Wilton und im Jahr 1847 von Vienna. Das Village Farmington Falls liegt teilweise in Farmington und in Chesterville.

### Einwohnerentwicklung
| Volkszählungsergebnisse – Town of Chesterville, Maine | Volkszählungsergebnisse – Town of Chesterville, Maine | Volkszählungsergebnisse – Town of Chesterville, Maine | Volkszählungsergebnisse – Town of Chesterville, Maine | Volkszählungsergebnisse – Town of Chesterville, Maine | Volkszählungsergebnisse – Town of Chesterville, Maine | Volkszählungsergebnisse – Town of Chesterville, Maine | Volkszählungsergebnisse – Town of Chesterville, Maine | Volkszählungsergebnisse – Town of Chesterville, Maine | Volkszählungsergebnisse – Town of Chesterville, Maine | Volkszählungsergebnisse – Town of Chesterville, Maine |
| Jahr                                                  | 1800                                                  | 1810                                                  | 1820                                                  | 1830                                                  | 1840                                                  | 1850                                                  | 1860                                                  | 1870                                                  | 1880                                                  | 1890                                                  |
| ----------------------------------------------------- | ----------------------------------------------------- | ----------------------------------------------------- | ----------------------------------------------------- | ----------------------------------------------------- | ----------------------------------------------------- | ----------------------------------------------------- | ----------------------------------------------------- | ----------------------------------------------------- | ----------------------------------------------------- | ----------------------------------------------------- |
| Einwohner                                             |                                                       | 430                                                   |                                                       | 923                                                   | 1098                                                  | 1142                                                  | 1110                                                  | 1011                                                  | 955                                                   | 770                                                   |
| Jahr                                                  | 1900                                                  | 1910                                                  | 1920                                                  | 1930                                                  | 1940                                                  | 1950                                                  | 1960                                                  | 1970                                                  | 1980                                                  | 1990                                                  |
| Einwohner                                             | 709                                                   | 627                                                   | 586                                                   | 575                                                   | 538                                                   | 588                                                   | 505                                                   | 643                                                   | 869                                                   | 1012                                                  |
| Jahr                                                  | 2000                                                  | 2010                                                  | 2020                                                  | 2030                                                  | 2040                                                  | 2050                                                  | 2060                                                  | 2070                                                  | 2080                                                  | 2090                                                  |
| Einwohner                                             | 1170                                                  | 1352                                                  | 1328                                                  |                                                       |                                                       |                                                       |                                                       |                                                       |                                                       |                                                       |

## Wirtschaft und Infrastruktur

### Verkehr
Die Maine State  Route 156 verläuft entlang der nordwestlichen Grenze der Town. Durch den Nordosten führt die Maine State Route 41. Der U.S. Highway 2 verläuft nördlich des Sandy Rivers durch das Gebiet von Farmington.

### Öffentliche Einrichtungen
In Chesterville gibt es keine medizinischen Einrichtungen. Die nächstgelegenen befinden sich in Farmington und Canton.
Chesterville besitzt keine eigene Bücherei. Die nächstgelegene befindet sich in Farmington.

### Bildung
Chesterville gehört mit Farmington, Industry, New Sharon, New Vineyard, Starks, Temple, Vienna, Weld und Wilton zum Maine School Administrative District 9, dem Mt. Blue Regional School District.
Im Schulbezirk werden folgende Schulen angeboten:
- Gerald D. Cushing School in Wilton (Schulklassen Pre-K bis 1)
- Academy Hill School in Wilton (Schulklassen 2 bis 5)
- Cape Cod Hill School in New Sharon (Schulklassen Pre-K bis 5)
- W.G. Mallett School in Farmington (Schulklassen Pre-K bis 2)
- Cascade Brook School in Farmington (Schulklassen 3 bis 5)
- Mt. Blue High School in Farmington
- Mt. Blue Middle School in Farmington

## Persönlichkeiten

### Söhne und Töchter der Stadt
- Samuel P. Morrill (1816–1892), Politiker
- Sam Morse (* 1996), Skirennläufer